# 3232 Brest
3232 Brest este un asteroid din centura principală, descoperit pe 19 septembrie 1974 de Liudmila Cernîh.